# 西海恩兹维尔站
西海恩兹维尔站（英語：West Hyattsville station）是绿线中位于马里兰州海恩茲維爾的一座华盛顿地铁站。在绿线的东北部，西海恩兹维尔站是改线在马里兰州的第一座车站。该站位于漢密爾頓街2700號，在阿格路的西边和皇后教堂路的北边附近。服务开始于1993年12月11日。
到2007年，西海恩兹维尔站曾经被马里兰大学班车服务提供服务。
除了黄线中的艾森豪威站以外，西海恩兹维尔站是唯一一个侧式月台高架车站在华盛顿地铁系统。蓝线中的阿灵顿公墓站，橘线中的谢弗利站和绿线中的乔治王子广场站，虽然也有侧式月台，但是就是地上车站而不是高架车站。
在2006年，西海恩兹维尔站对124万6千个乘客提供服务 (每年)。

## 车站布局
| 月台   | 侧式月台，右側開门 | 侧式月台，右側開门         |
| 月台   | 南行               | 往分支大道（托騰堡）       |
| 月台   | 北行               | 往綠帶（海恩兹维尔交叉口） |
| 月台   | 侧式月台，右側開門 |                            |
| 站厅   | 夹层               | 单向闸机，售票机，服务台   |
| 出入口 | 街道上             | 出口/入口                  |